# One-T
One-T – francuska grupa muzyczna wykonująca muzykę z pogranicza hip-hopu, house oraz muzyki elektronicznej. Grupa powstała w 2001 roku.

## Dyskografia
Albumy
| 2003                           | The One-T ODC - Data: 16 lipca 2003 - Wydawca: Polydor      | 72 |
| 2006                           | The One-T's ABC - Data: 19 września 2006 - Wydawca: Polydor | —  |
| "—" pozycja nie była notowana. |                                                             |    |

Single
| 2002                           | "The Magic Key"          | 9  | 5 |
| 2003                           | "Music Is The One-T ODC" | 12 | — |
| 2003                           | "Bein' A Star"           | 59 | — |
| 2004                           | "Starsky & Hutch"        | 16 | — |
| 2004                           | "Kamasutra"              | —  | — |
| 2005                           | "Hamburguesa"            | —  | — |
| 2005                           | "U!!!"                   | —  | — |
| 2006                           | "Tomorrow's War"         | —  | — |
| "—" pozycja nie była notowana. |                          |    |   |